# صحرای بزرگ آفریقا (فیلم ۱۹۸۳)
صحرای بزرگ آفریقا (انگلیسی: Sahara) فیلمی در ژانر ماجراجویی و رمانتیک به کارگردانی اندرو وی. مک‌لاگلن است که در سال ۱۹۸۳ منتشر شد.

## داستان
در سال ۱۹۲۸، آر. جی. گوردون در جریان یک رانندگی آزمایشی پیش از آن‌که بتواند با خودروی مسابقه‌ای جدیدش در مسابقهٔ اتومبیل‌رانی سراسر آفریقا از میان صحرای بزرگ آفریقا شرکت کند، جان خود را از دست می‌دهد. برای نجات رؤیای پدرش و بردن جایزهٔ مسابقه، دختر زیبای گوردون، دیل، تصمیم می‌گیرد با خودروی او در مسابقه شرکت کند. برای این منظور، دیل خود را به‌عنوان یک مرد جا می‌زند و با کمک دوستان پدرش، جای او را در مسابقه می‌گیرد.
دیل راننده‌ای ماهر است و شانس خوبی برای پیروزی در این مسابقهٔ ویژهٔ مردان دارد. اندکی پس از عبور از خط شروع، دیل کلاه و سبیل مصنوعی‌اش را کنار می‌گذارد و هویت واقعی‌اش را برای دیگر شرکت‌کنندگان فاش می‌کند. هنگام استفاده از یک راه میان‌بر، به نزدیکی نبردی قبیله‌ای میان دو شاخهٔ بادیه‌نشینان می‌رسد. رانندهٔ دیگری به نام فون گلسینگ، که آلمانی است، نیز همین مسیر را برای رساندن سلاح به رهبر خبیث یکی از این دو قبیله انتخاب می‌کند.
دیل و گروهش به دست راسول، عموی رهبر نیک‌سرشت یکی از دو قبیلهٔ درگیر، اسیر می‌شوند. رهبر نیک، یعنی شیخ جعفر، دیل را از دور دیده و خواهان او شده بود؛ بنابراین برای نجات او از دست عمویش، ادعا می‌کند که دیل همسر اوست. دیل با جعفر ازدواج می‌کند اما صبح روز بعد با خودروی خود می‌گریزد تا مسابقه را به پایان برساند. پیش از رسیدن به خط پایان، توسط رهبر خبیث دستگیر می‌شود، اما کودکی کولی که پنهانی همراه دیل بوده، به‌سوی جعفر می‌دود تا خبر اسارت او را برساند. در همین حین، دیل را به درون گودالی پر از پلنگ می‌اندازند. جعفر یارانش را گرد می‌آورد، دیل را نجات می‌دهد و به او اجازه می‌دهد تا به مسابقه بازگردد. دیل مسابقه را می‌برد و هنگام جشن پیروزی، اسب جعفر را در نزدیکی می‌بیند. از همراهانش خداحافظی می‌کند، سوار بر اسب می‌شود و نزد جعفر بازمی‌گردد.

## بازیگران
- بروک شیلدز
- لمبرت ویلسون
- هورست بوخهولتس
- جان ریس-دیویس
- جان میلز
- ژن بری
- پری لنگ
- استیو فارست